# Джордан, Уильям Честер
Уильям Честер Джордан (William C. (Chester) Jordan; род. 7 апреля 1948, Чикаго, Иллинойс) — американский историк-медиевист, специалист по средневековой Европе 6-го — 14-го веков, в особенности по истории Франции и по крестовым походам.

Доктор философии (1973) и именной профессор Принстона, с которым связана вся его карьера.
Член Американского философского общества (2000), Американской академии медиевистики (её президент в 2014—2015), член-корреспондент Британской академии (2018). Отмечен Henry Allen Moe Prize in the Humanities (2012).
Афроамериканец.
Окончил Рипон-колледж (бакалавр истории и математики, а также русистики, 1969). В 1973 году получил степень доктора философии по истории в Принстоне, в штат которого зачислен в тот же год и где ныне именной профессор (Dayton-Stockton Professor) истории, в 2008—2017 годах заведующий кафедрой истории. В 1994-1999 годах директор Shelby Cullom Davis Center for Historical Studies.
В 2009—2010 годах президент American Catholic Historical Association. 
Член Американской академии искусств и наук (2009).
Начинал как историк государства. Учился у него Hussein Fancy.
Отмечен принстонской Howard T. Behrman Award for Distinguished Achievement in the Humanities (2003) и Princeton President’s Award for Distinguished Teaching (2002). Также удостоился Distinguished Alumni Award от альма-матер Рипон-колледжа.
Почётный доктор права Гарвардского университета (июнь 2019).
- Почётная степень Оксфорда (2022)[22]

Шеф-редактор Приложения к Dictionary of the Middle Ages (Charles Scribner’s Sons, 2003). Соредактор The Capetian Century, 1214-1314 (Brepols, 2017), а также, вместе с Теофило Руисом, Order and Innovation in the Middle Ages: Essays in Honor of Joseph R. Strayer (1976). 
Высоко оценен им тематически труд Николаса Мортона "The Mongol Storm".

## Книги
- Louis IX and the Challenge of the Crusade: A Study in Rulership (Princeton University Press, 1979)
- From Servitude to Freedom: Manumission in the Sénonais in the Thirteenth Century (University of Pennsylvania Press, 1986)
- The French Monarchy and the Jews from Philip Augustus to the Last Capetians (University of Pennsylvania Press, 1989)
- Women and Credit in Pre-Industrial and Developing Societies (University of Pennsylvania Press, 1993; яп. пер. 2004)
- The Great Famine: Northern Europe in the Early Fourteenth Century (Princeton University Press, 1996) — отмечена Haskins Medal[англ.]
- Ideology and Royal Power in Medieval France: Kingship, Crusades and the Jews (2001)
- Europe in the High Middle Ages (Penguin, 2001; итал. пер. 2013; кит. пер. 2018) — том в серии Penguin History of Europe[англ.]
- Unceasing Strife, Unending Fear: Jacques de Thérines and the Freedom of the Church in the Age of the Last Capetians (Princeton University Press, 2005)
- A Tale of Two Monasteries: Westminster and Saint-Denis in the Thirteenth Century (Princeton University Press, 2009)
- Men at the Center: Redemptive Governance under Louis IX (Central European University Press, 2012)
- From England to France: Felony and Exile in the High Middle Ages (Princeton University Press, 2015)
- The Apple of His Eye: Converts from Islam in the Reign of Louis IX (Princeton University Press, 2019; фр. пер. 2020 {Рец.: , , }) {Рец.}
- Servant of the Crown and Steward of the Church:  The Career of Philippe of Cahors (2020)[5] {Рец.}